# Barri de l’Estació
Barri de l'Estació – miejscowość w Hiszpanii, w Katalonii, w prowincji Girona, w comarce Gironès, w gminie Sant Martí Vell.
Według danych INE z 2005 roku miejscowość zamieszkiwało 55 osób.